# Aristobrotica mirapeua
Aristobrotica mirapeua is een keversoort uit de familie bladkevers (Chrysomelidae). De wetenschappelijke naam van de soort werd in 1997 gepubliceerd door de A.